# إريك باشيلارت
إريك باشيلارت (بالفرنسية: Éric Bachelart)‏ مواليد 28 فبراير 1961 في إقليم بروكسل العاصمة، هو سائق فورملا 1 بلجيكي بدأ مسيرته الاحترافية سنة 1992.

## سباقات شارك فيها
- لو مان 24 ساعة
- البطولة الأمريكية لسباق السيارات

## روابط خارجية
- إريك باشيلارت على موقع Racing-Reference.info (الإنجليزية)
- إريك باشيلارت على موقع DriverDB.com (الإنجليزية)
- إريك باشيلارت على موقع eWRC-results.com (الإنجليزية)